# 6405 Komiyama
6405 Komiyama è un asteroide della fascia principale. Scoperto nel 1992, presenta un'orbita caratterizzata da un semiasse maggiore pari a 2,2635290 UA e da un'eccentricità di 0,1208607, inclinata di 4,77221° rispetto all'eclittica.